# Flint Hill (Virginia)
Flint Hill è un census-designated place (CDP) degli Stati Uniti d'America, situato nello stato della Virginia, nella contea di Rappahannock.